# Audi Coupé B2
Das Audi Coupé B2 ist ein Sportcoupé des Fahrzeugherstellers Audi, das von Sommer 1980 bis Herbst 1987 produziert wurde. Das Coupé basiert auf dem Audi 80 B2 (Typ 81 bzw. 85), der im September 1978 auf den Markt kam. Es wurde im März 1980 in Paris vorgestellt. Der Audi quattro basierte auf dem Coupé dieser Baureihe.

## Modellgeschichte

### Allgemeines

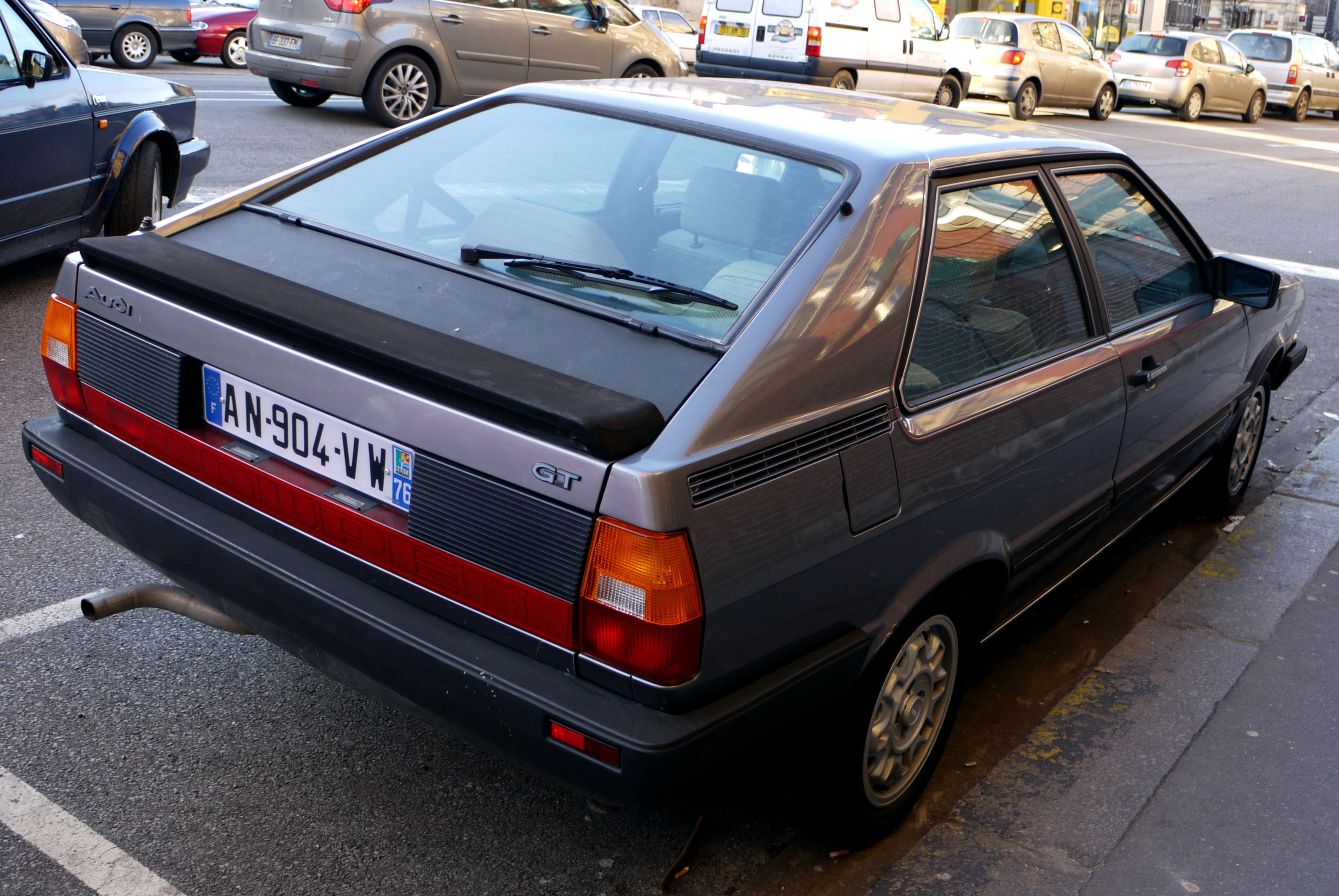
Heckansicht

Nach der Vorstellung auf dem Pariser Salon im März 1980 startete die Fertigung des Audi Coupé im August 1980, ab Oktober war das Audi Coupé dann im Angebot der Händler zu finden. Die Karosserie des Audi Coupé gleicht bis zur Gürtellinie der des Audi 80, die Front unterscheidet sich bis zur A-Säule außer in den Scheinwerfern nicht. Oberhalb der Gürtellinie hat das Coupé eine flacher gestellte Frontscheibe und flachere Seitenscheiben als der Audi 80 und ein Schrägheck mit kleiner Heckklappe. Auffälliges Merkmal sind die hohen, schmalen Rückleuchten, zwischen denen sich eine schwarze, geriffelte Blende befindet. Unterhalb dieser Blende verläuft ein durchgehendes, rotes Leuchtband (mit hinterlegtem „Coupe“-Schriftzug), ähnlich wie bei älteren Modellen des Porsche 911. Es war als „GT“ mit Fünfzylindermotoren oder als „GL“ mit den bekannten Vierzylindermotoren aus dem Audi 80 B2 lieferbar.
Die rechteckigen Doppelscheinwerfer haben eine Umrandung aus verchromten Zierleisten, ähnlich denen des Audi 200 C2, die Blinkleuchten und die (gegen Aufpreis lieferbaren) Nebelscheinwerfer sind in die Stoßstange integriert. In die C-Säule sind großzügig dimensionierte Entlüftungsgitter eingelassen. Bis auf das 1,6 l (später 1,8 l) 75-PS-Vierzylinder-Coupé hatten alle Modelle serienmäßig einen flachen, schwarzen Kunststoff-Heckspoiler, bei den frühen Modellen aus PUR-Schaum, später hohl. Auch das Coupé GL mit dem neuen 1,8-l-90-PS-Motor ab 1982 hat diesen Spoiler.
Für den GT 5S gab es einen neu entwickelten 1,9-l-Fünfzylindermotor. Neu war unter anderem die Kurbelwelle aus leichtem Sphäroguss, wobei der Zylinderblock weiterhin Grauguss war, mit Zylinderkopf aus Leichtmetall. Der im Vergleich zum bisherigen Audi-Fünfzylinder-Ottomotor verkürzte Zylinderblock bewirkte zusammen mit dem abgewinkelten Zündverteiler eine deutlich geringere Bauhöhe des Triebwerks. Seinerzeit bemerkenswert waren die eingegossenen Warmwasserkanäle im Ansaugsystem, die jegliche Schlauchleitungen obsolet machten. Zwar blieb es bei einem konventionellen Registervergaser, jedoch mit elektrischer Kaltstartvorheizung des Kraftstoff-Luftgemischs, die sich automatisch abschaltete, sobald das Kühlwasser ausreichend erwärmt war. Das Ergebnis waren eine Kraftstoffeinsparung um 30 Prozent während der Warmlaufphase und wesentlich verbesserte Abgaswerte. Vorteilhaft war dazu auch die Transistorzündung mit digitaler Regulierung der Leerlaufdrehzahl. Durch eine auf 10 vergrößerte Verdichtung und etwas höhere Nenndrehzahl erreichte der kleinere Fünfzylinder dieselbe Höchstleistung wie der bisherige 2,1-l-Motor. Zwar lag das maximale Drehmoment etwas niedriger, aber die Elastizität war besser. Der fünfte Gang war wieder als Schongang ausgelegt, die Höchstgeschwindigkeit wurde im vierten Gang erreicht.

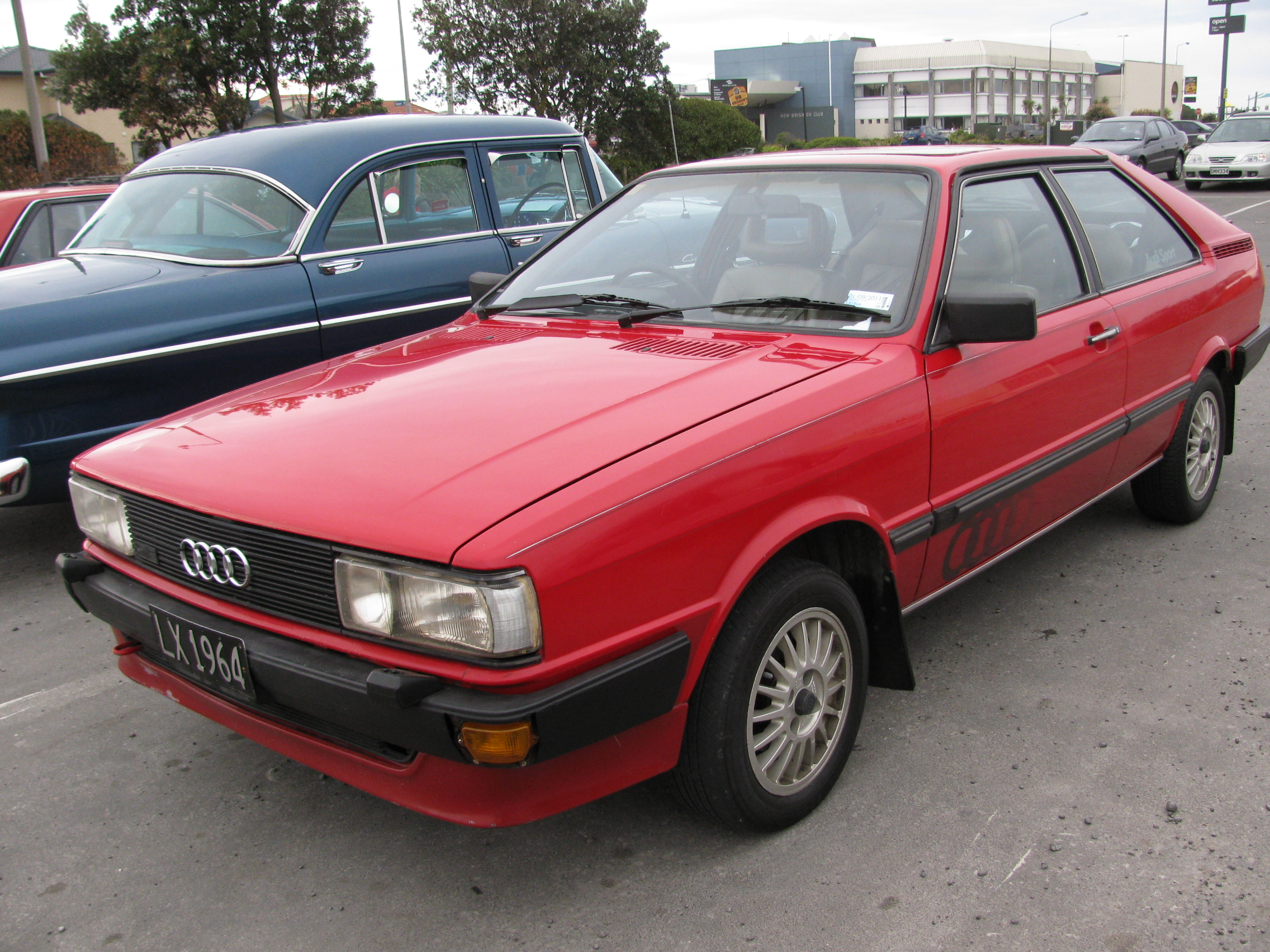
Audi Coupé (1982–1984)
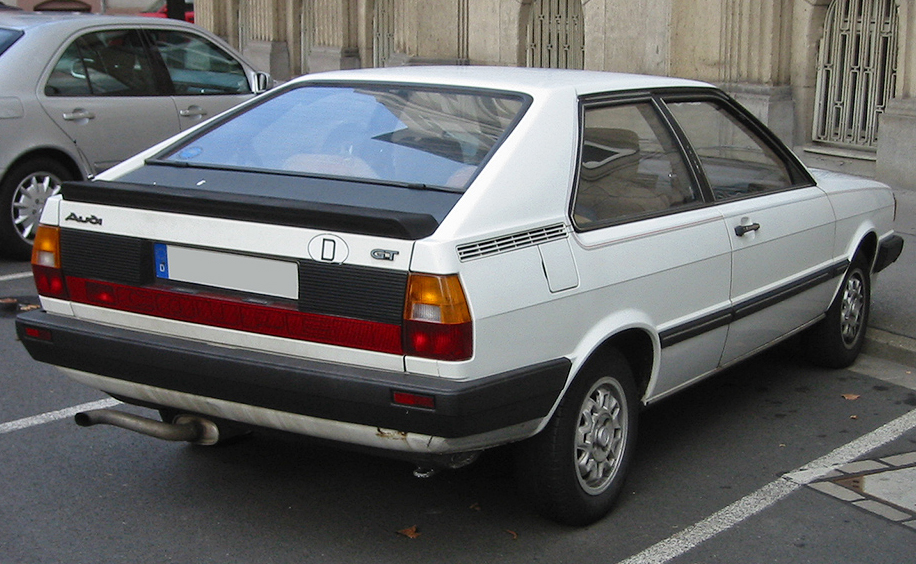
Heckansicht
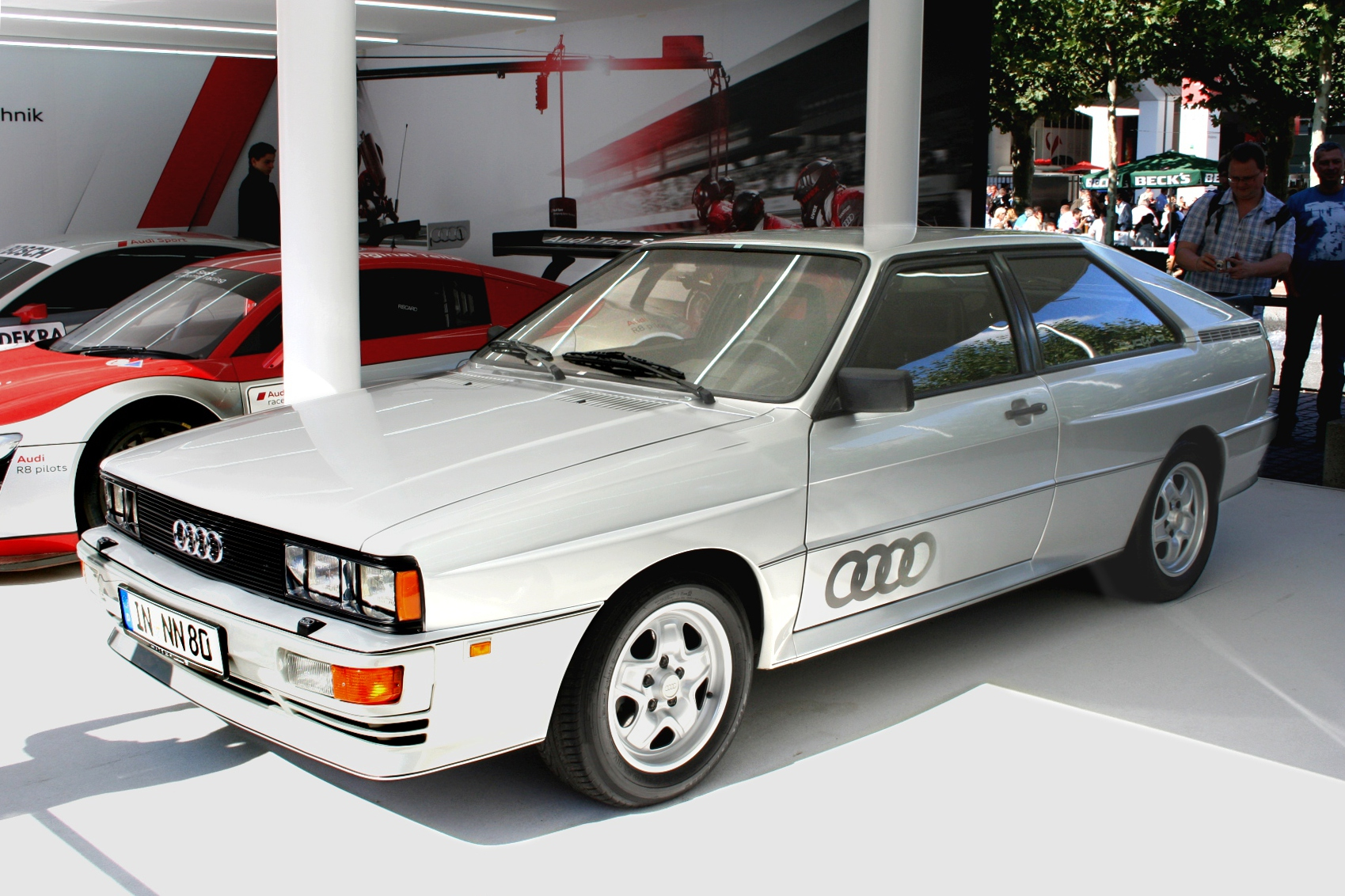
Coupé als Basis: Audi quattro

In den ersten Baujahren wurden die Coupés in GT-Ausstattung grundsätzlich zweifarbig angeboten, wobei die Karosserie rundum unterhalb der Stoßstangen/Seitenschutzleisten mit einer um einen Farbton dunkleren Folie beklebt wurde (Beispiel weiß/grau). Die Basismodelle (GL) waren dagegen normal einfarbig ausgeführt, das 75-PS-Modell wurde ab Werk ohne Frontspoiler ausgeliefert.

### Modellpflege
Ab Herbst 1982 gab es neue, besser leuchtende Scheinwerfer mit zwei Reflektoren unter einem gemeinsamen, senkrecht stehenden Glas.  Es wurde auch eine neue Zentralelektrik aus dem Audi 100 Typ 44 mit Sicherungsplatte im Wasserkasten eingebaut. Im Armaturenbrett des Audi wurde im August 1983 das Econometer durch eine Kühlwassertemperaturanzeige ersetzt.
Das zweite und umfangreichere Facelift fand zu den Werksferien im August 1984 statt. Dabei wurden die beiden Stoßstangen und die Seitenleisten modifiziert, zweiteilige Schwellerabdeckungen aus Kunststoff montiert, die Front- und Heckpartie dadurch insgesamt wuchtiger gestaltet und Kühlergrill sowie Scheinwerfergläser abgeschrägt, um die Familienähnlichkeit zum aerodynamischen Audi 100/200 C3 (Typ 44) zu verdeutlichen. Die Rückleuchten und das durchgehende Leuchtenband waren nun schwarz eingefärbt. Der Heckspoiler wurde nun vom quattro übernommen – anfangs in schwarz, bei späteren Modellen in Wagenfarbe. Im Innenraum wurden Armaturenbrett und Cockpit mit neuen Stoffen und Farbmustern modernisiert. Die Zweifarbgestaltung der GT-Modelle fiel weg.
Das „Coupé GL“ (mit Vierzylindermotor) blieb im Programm und wurde nun einfach nur als „Audi Coupé“ bezeichnet. Es unterschied sich nur noch in Details von den Fünfzylindermodellen. Innen kamen eine geänderte Tachoabdeckung und die Velourssitze aus dem Audi 80 zum Einsatz, die aus dem GT bekannten Sportsitze waren allerdings gegen Aufpreis lieferbar. Im 1986 aufgelegten Vierzylinder-Sondermodell „Audi Coupé exklusiv“ wurde die GT-Innenausstattung verbaut, ab dem Modelljahr 1987 wurde das Audi Coupé mit Vierzylindermotoren dann auch zum Audi Coupé GT aufgewertet.

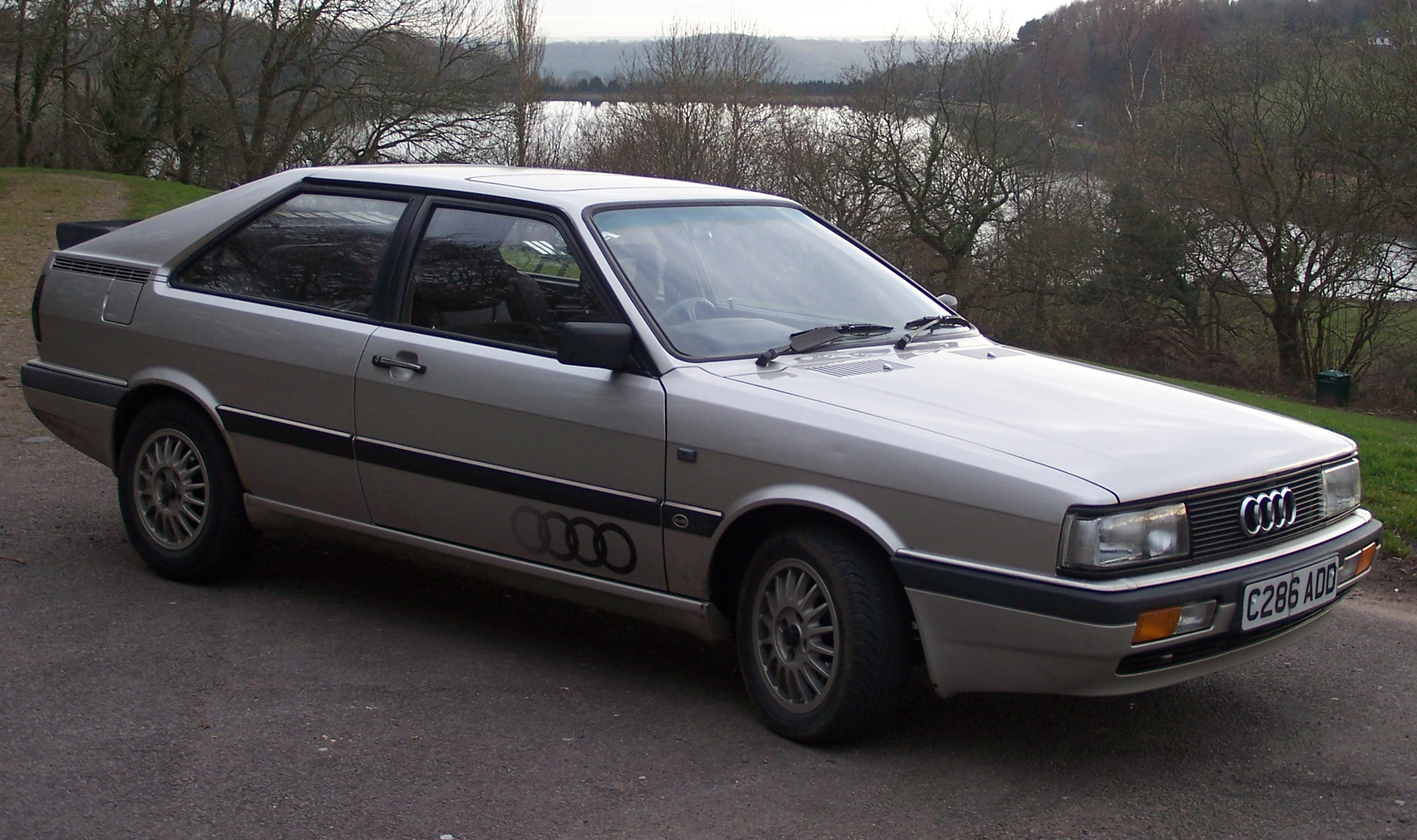
Audi Coupé (1984–1988)
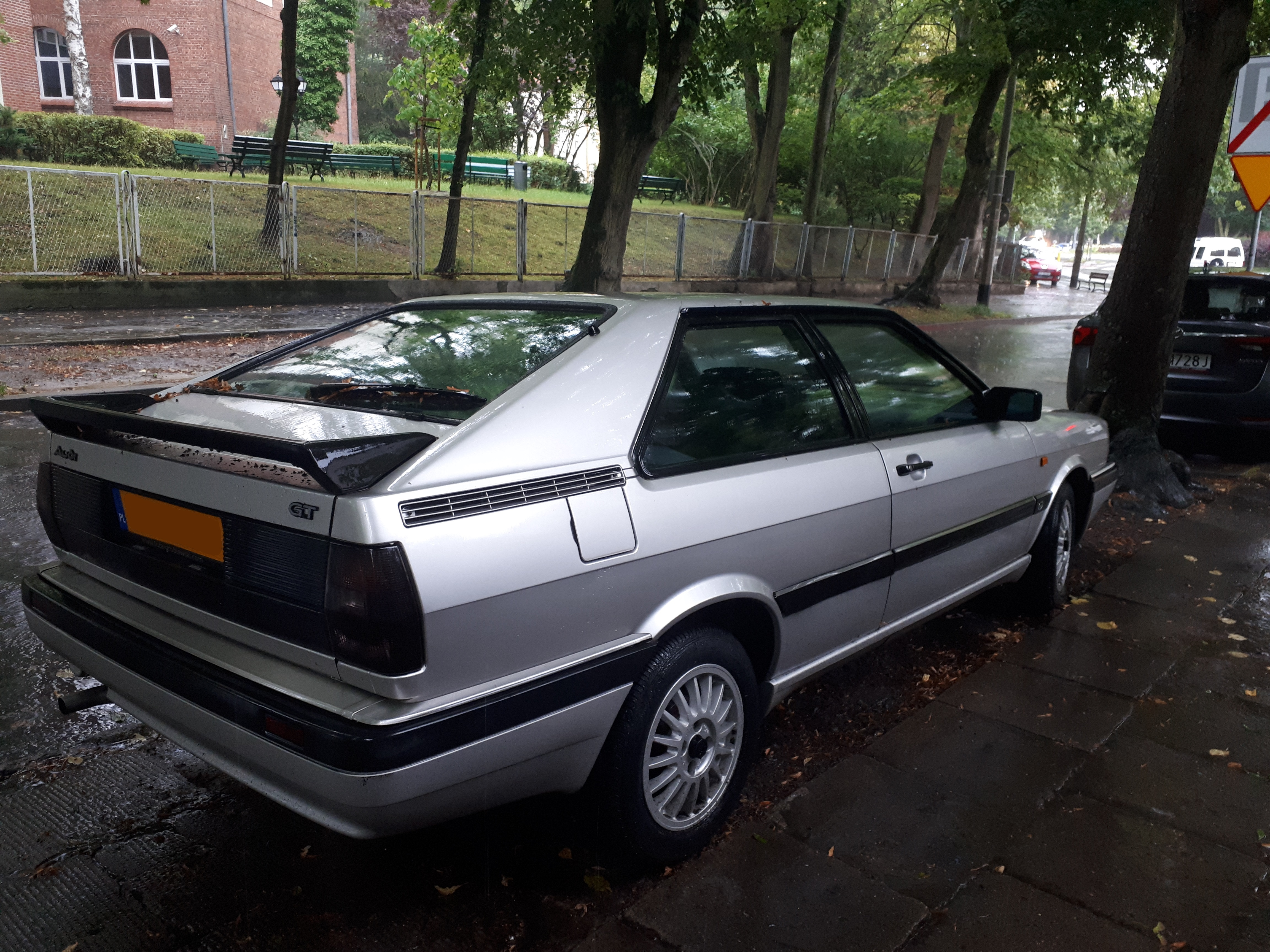
Audi Coupé (1984–1988), Heckansicht
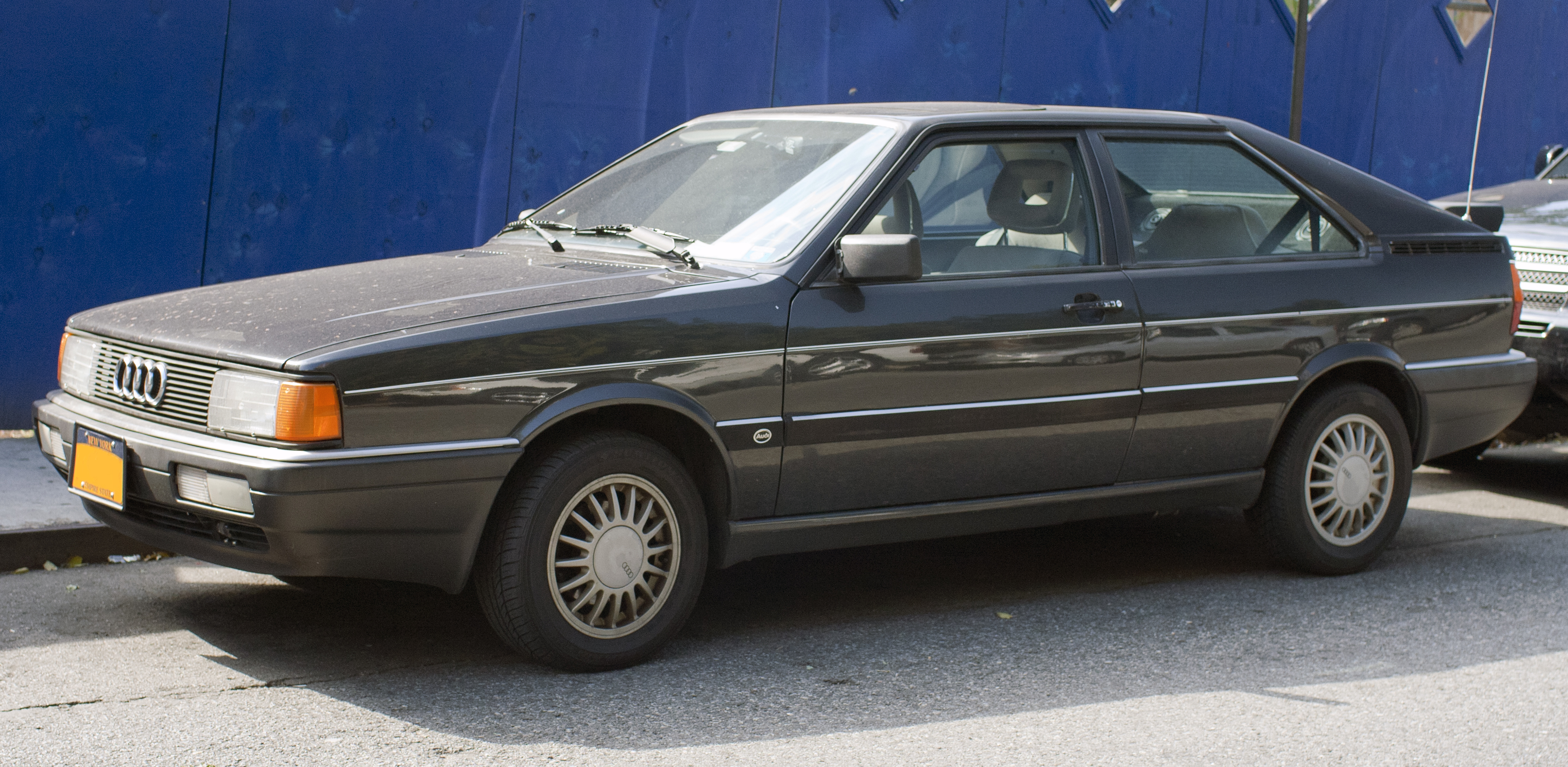
Audi Coupé, US-Version (1984–1988)
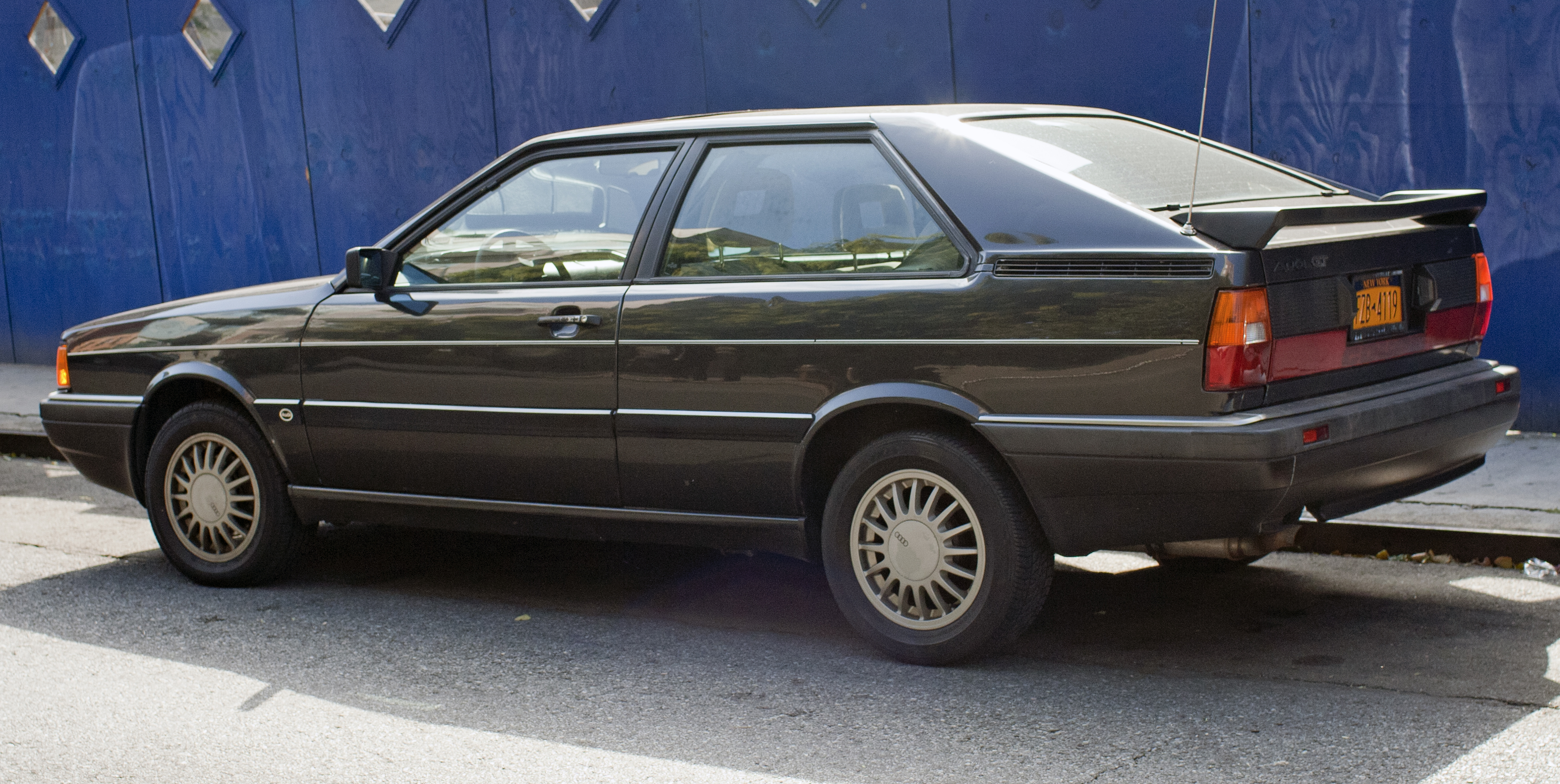
Audi Coupé, US-Version (1984–1988)

Ab Ende 1984 war das Coupé gegen Aufpreis mit dem aus dem quattro bekannt gewordenen Allradantrieb lieferbar, nachdem Audi angekündigt hatte, sämtliche Modelle Ende 1984 auch als „quattro“-Variante anzubieten. Dieses Modell wurde als "Audi Coupé quattro" verkauft.

### Zeitleiste
- 05/1981: Von Mai bis August 1981 ist ein 1,6-l-Vergasermotor mit 75 PS und GL-Ausstattung lieferbar.
- 08/1981: Neuer 1,8 l-Motor mit 75 PS
- 03/1982: Ein 130 PS starker 2,2-l-Einspritzmotor mit serienmäßiger Servolenkung und 14-Zoll-Alufelgen ergänzt das Programm.
- 09/1982: Eine 1,8 l großer und 90 PS starker Vergasermotor mit Vierzylinder und geänderten Scheinwerfern wird eingeführt, neue Zentralelektrik.
- 06/1983: Sondermodell 130 PS mit Lederausstattung in Beige, von Enthusiasten als "Gold-Edition" bezeichnet
- 09/1983: Der 1,9-l-Vergasermotor 5S wird durch einen gleich starken Einspritzmotor 5E mit 2,0 l abgelöst.
- 08/1984: Das Coupé wird einer Modellpflege unterzogen. Zu den Modifikationen gehören leicht schräggestellte Scheinwerfer, schwarze Rückleuchten, voluminösere in Wagenfarbe lackierte Stoßstangen, größerer Heckspoiler, geänderte Innenausstattung sowie ein überarbeitetes Armaturenbrett.
- 04/1985: Sondermodell Audi Coupé quattro in Graphit mit roter Lederausstattung (in der Szene als "Michele Mouton" bezeichnet)
- 08/1985: Einführung neuer Motor-Alternativen mit Abgasreinigung
- 05/1986: Sondermodell "Extra-Ausgabe" – Vierzylindermodelle mit GT-Innenausstattung
- 08/1986: Auch die Vierzylindermodelle werden ebenfalls zum Audi Coupé GT mit entsprechender Ausstattung. Neu ist der Vierzylinder-Einspritzmotor mit 112 PS (mit G-KAT 110 PS), der den 2,0-l-5-Zylinder ablöst.
- 10/1987: Die Produktion wird eingestellt.

## Modellvarianten
Typ 81 (Frontantrieb):
- Audi Coupé GL
- Audi Coupé GT
- Audi Coupé GT 5S
- Audi Coupé GT 5E

Typ 85 (Allrad bzw. quattro):
- Audi Coupé quattro

Das Audi Coupé wurde bis August 1984 ausschließlich mit Frontantrieb als Typ 81 angeboten. Mit der Überarbeitung im August 1984 wurde auch der Typ 85 mit quattro-Antrieb angeboten.

## Technische Daten

### Typ 81
| Modell       | Motorbauart, Hubraum   | Leistung                       | Motorkennbuchstabe | Drehmoment | Höchstgeschwindigkeit | Beschleunigung 0–100 km/h | Bauzeit         |
| ------------ | ---------------------- | ------------------------------ | ------------------ | ---------- | --------------------- | ------------------------- | --------------- |
| Coupé GL     | Vierzylinder, 1588 cm³ | 55 kW/75 PS                    | YN                 | 119 Nm     | 160 km/h              | 13,8 s                    | 07/1980–08/1981 |
| Coupé GL     | Vierzylinder, 1781 cm³ | 55 kW/75 PS                    | DD                 | 138 Nm     | 167 km/h              | 11 s                      | 08/1981–07/1982 |
| Coupé GL     | Vierzylinder, 1781 cm³ | 66 kW/90 PS                    | DS                 | 145 Nm     | 170 km/h              | 11 s                      | 08/1982–07/1984 |
| Coupé        | Vierzylinder, 1781 cm³ | 66 kW/90 PS                    | DS                 | 145 Nm     | 172 km/h              | 11 s                      | 08/1984–10/1987 |
| Coupé GT     | Vierzylinder, 1781 cm³ | 82 kW/112 PS                   | DZ                 | 160 Nm     | 187 km/h              | 10,3 s                    | 08/1986–10/1987 |
| Coupé        | Vierzylinder, 1781 cm³ | 65 kW/88 PS (mit Katalysator)  | SF                 |            |                       |                           | 08/1985–10/1987 |
| Coupé        | Vierzylinder, 1781 cm³ | 66 kW/90 PS (mit Katalysator)  | JN                 |            |                       |                           | 08/1984–10/1987 |
| Coupé GT     | Vierzylinder, 1781 cm³ | 81 kW/110 PS (mit Katalysator) | PV                 |            |                       |                           | 08/1986–10/1987 |
| Coupé GT 5S  | Fünfzylinder, 1921 cm³ | 85 kW/115 PS                   | WN                 | 154 Nm     | 182 km/h              | 10,8 s                    | 07/1980–08/1983 |
| Coupé GT 5E* | Fünfzylinder, 1994 cm³ | 85 kW/115 PS                   | JS                 | 165 Nm     | 187 km/h              | 10,0 s                    | 09/1983–07/1986 |
| Coupé GT 5E  | Fünfzylinder, 2144 cm³ | 96 kW/130 PS                   | KE                 | 171 Nm     | 196 km/h              | 8,7 s                     | 09/1982–08/1984 |
| Coupé GT     | Fünfzylinder, 2226 cm³ | 100 kW/136 PS                  | KV                 | 186 Nm     | 202 km/h              | 8,6 s                     | 08/1984–10/1987 |
| Coupé GT     | Fünfzylinder, 1994 cm³ | 83 kW/113 PS (mit Katalysator) | SK                 |            |                       |                           | 02/1986–07/1986 |
| Coupé GT     | Fünfzylinder, 2226 cm³ | 85 kW/115 PS (mit Katalysator) | KX                 | 165 Nm     | 189 km/h              | 9,5 s                     | 07/1985–10/1987 |

Der 66 kW (90 PS)-Motor ersetzte 1982 den zuvor angebotenen 55 kW (75 PS)-Motor des Coupe GL.
* Die „kleine“ Version des GT 5E wurde im Modelljahr 1984 gebaut und ersetzte den GT 5S.

### Typ 85
| Modell        | Motorbauart, Hubraum   | Leistung                       | Motorkennbuchstabe | Drehmoment | Höchstgeschwindigkeit | Beschleunigung 0–100 km/h | Bauzeit         |
| ------------- | ---------------------- | ------------------------------ | ------------------ | ---------- | --------------------- | ------------------------- | --------------- |
| Coupé quattro | Fünfzylinder, 2226 cm³ | 100 kW/136 PS                  | KV                 | 186 Nm     | 202 km/h              | 8,9 s                     | 08/1984–10/1987 |
| Coupé quattro | Fünfzylinder, 2226 cm³ | 88 kW/120 PS (mit Katalysator) | JT                 | 170 Nm     | 191 km/h              | 9,6 s                     | 08/1985–10/1987 |

## Rennsport
In der Saison 1981 setzte der Audi-Händler Willi Bergmeister ein Audi Coupé in der Tourenwagen-Europameisterschaft ein und konnte den Lauf in Zolder gewinnen. Der Wagen wurde nach dem damals geltenden Gruppe 2-Reglement aufgebaut. Der Motor leistete 225 PS. Damit erreichte er eine Höchstgeschwindigkeit von ca. 245 km/h. Der Wagen ist heute im Besitz der Audi AG.
In der Saison 2011 setzte Andreas Fürst ein neu aufgebautes Audi Coupé in der Deutschen Meisterschaft im Autocross ein.